# Goldlauter-Heidersbach
Goldlauter-Heidersbach – dzielnica miasta Suhl, znajduje się na południowym zboczu Lasu Turyńskiego. Goldlauter ma nieco ponad 3500 mieszkańców, wraz z Heidersbach.

## Położenie
Goldlauter jest na południowym stoku Lasu Turyńskiego, u podnóża wzgórza Beerberges (982,9 m) na północ od centrum miasta Suhl, na wschód od Zella-Mehlis i na południe od Oberhof w dolinie potoku Lauter, który wpada do rzeki Hasel. Goldlauter jeszcze około 1990 roku było przestrzennie oddzielone od głównego miasta. Dzięki budowie osiedli mieszkaniowych miejscowość ma obecnie 3500 mieszkańców.

## Historia
Została po raz pierwszy opisana w 1519 roku przez Georga Emesa dla hrabiego Wilhelma IV Von Henneberg w celu poszukiwania złóż srebra w okolicy. W 1546 Graf von Henneberg założył miejscowość Goldlauter. Uroczystości 450-lecia miejscowości miały miejsce w 1996. Goldlauter w latach 1618-1668 zostało dotknięte polowaniami na czarownice. Siedem kobiet i jeden mężczyzna zostało oskarżonych w procesach czarownic, spalono sześć kobiet.. W dniu 26 czerwca 2011 roku ofiary procesów czarownic w Suhl zostały zrehabilitowane. W zimie 1694 był wielki głód w GoldLauter, gdzie duża część mieszkańców zmarła. Cierpienie zniesiono dzięki wsparciu księcia Moritza Wilhelma von Sachsen-Zeitz i elektora Jana Jerzego IV Wettyna. Heiderbach powstała na wniosek czterech młodych mieszkańców GoldLauter z powodu przeludnienia, więc kurator w Schleusingen 4 lutego 1706 przedstawił wniosek o założeniu nowego miasta w Dzienniku Suhl. Cztery wnioskodawcami byli: grafik Johann Nicol Stockmar, górnik Johann Georg Amarell, drwal Johann Kummer oraz kowal Hans Storch. Petycja została zakończona w dniu 3 marca 1706, dopisali się dwaj górnicy Caspar Schneider i Stephan Jung. Kurator podał petycję władcy, księciu Moritzowi Wilhelmowi von Sachsen-Zeitz. Ten zatwierdził w dniu 8 kwietnia 1706, założenie nowego miasta z zastrzeżeniem, że odtąd będzie nazywane Heidersbach. W 1815 roku mieszkało w Heidersbach 351 mieszkańców, a w Goldlauter 1194 mieszkańców. Miejsce zawdzięcza swoje pochodzenie wydobycie srebra i miedzi. Nadal można zobaczyć nazwy pól z przeszłości zapisanej w górnictwie Goldlauter: Pochwerksgrund i Eisenberg (część położona na terenie Schmiedefeld am Rennsteig). W latach 1920–1930 w Goldlauter odbywały się zjazdy lokalnych grup FAUD i SAJD. ostatni odbył się tu w maju 1931 roku podczas drugich letnich obozów Rzeszy.. Wsie Heidersbach i Goldlauter zostały połączone w dniu 1 kwietnia 1938 roku jako gmina Goldlauter-Heidersbach i włączone 1 kwietnia 1979 roku do miejscowości Suhl. Goldlauter do 1993 roku miało kod pocztowy 6051, od tamtego czasu posiada kod pocztowy 98528 odpowiedni dla miasta Suhl. W Goldlauter mieści się od 1991 roku zakład karny Goldlauter. W Goldlauter urodził się niemiecki kompozytor Ernst Anschütz.

## Turystyka
atrakcyjne dla turystów są:
- Waldbad Goldlauter (wiosenne baseny wodne)
- Lotnisko - kod według OMLC wynosi EDQSm, dla szybowców, paralotni, awionetek
- Alpejski stok narciarski jeden z najtrudniejszych tras w Turyngii
- Skocznia narciarska z podświetlanym szlakiem, dużą sieć szlaków narciarskich w obszarze.
- Liczne szlaki turystyczne, w tym szlak górniczy ze zrekonstruowanym wejściem do tunelu w Pochwerksgrund
- Park krajobrazowy leśnych dolin Turyngii.